# David Speedie
David Robert Speedie (* 20. Februar 1960 in Glenrothes) ist ein ehemaliger schottischer Fußballspieler.

## Leben und Karriere
Speedie wurde in Schottland geboren wuchs aber im englischen Yorkshire auf. Er arbeitete als Kumpel in einer englischen Kohlemine, bevor er 1978 beim FC Barnsley einen Vertrag unterschrieb. 1982 nach keinem einzigen Tor als Stürmer für Barnsley unterschrieb er einen Vertrag beim FC Darlington. Nach nur zwei Jahren in Darlington wechselte er 1982 für 80.000 Pfund Ablöse zum FC Chelsea. Nach fünf relativ erfolgreichen Jahren bei den Blues ging es 1987 zu Coventry City. Die Himmelblauen bezahlten für Speedie 750.000 Pfund. Nach der Karriere bei Coventry City spielte er von 1991 bis 1994 bei insgesamt sieben Vereinen. Die Vereine in chronologischer Reihenfolge: FC Liverpool, Blackburn Rovers, FC Southampton, Birmingham City, West Bromwich Albion, West Ham United und Leicester City. International spielte Speedie zehn Mal für die schottische Fußballnationalmannschaft. Aktuell arbeitet der Schotte als Spieleragent.
| Personendaten    | Personendaten               |
| ---------------- | --------------------------- |
| NAME             | Speedie, David              |
| ALTERNATIVNAMEN  | Speedie, David Robert       |
| KURZBESCHREIBUNG | schottischer Fußballspieler |
| GEBURTSDATUM     | 20. Februar 1960            |
| GEBURTSORT       | Glenrothes                  |